# Gravere
Gravere egy olasz község a Piemont régióban, Torino megyében.

## Földrajza
A Susa-völgyben található, és a Susa- és Sangone-völgyi Hegyi Közösség részét képezi. Chiomonte, Giaglione, Meana di Susa, Susa és Usseaux községekkel határos.